# Барбанегр, Жозеф
Жозеф Барбанегр (фр. Joseph Barbanègre; 22 августа 1772 — 7 ноября 1830) — барон, французский генерал, участник Наполеоновских войн. Старший брат полковника Жана Барбанегра, погибшего во главе 9-го гусарского полка при Йене.

## Биография
Родился 22 августа 1772 года в Понтаке, маленьком городке Беарна.
Сначала он определился в морскую службу; в 1793 году перешёл в 5-й батальон 17-й линейной полубригады; в 1801 году был батальонным командиром консульской гвардии, и 29 августа 1805 года был произведён в полковники и назначен командиром в 48-й пехотный полк.
Во время австрийской кампании Барбанегр отличился храбростью и искусством в сражении при Аустерлице. 25 декабря 1805 года он был награждён орденом Почётного легиона.
В кампании в Восточной Пруссии Барбанегр сражался при Иене и Прейсиш-Эйлау. За это, по окончании похода, был произведён в бригадные генералы, и в этом звании со славой участвовал в битвах 1809 года при Регенсбурге, Экмюле и Ваграме. 20 августа 1809 года Наполеон возвёл его в баронское достоинство Французской империи.
В 1810 году, будучи комендантом Куксгавена, он прогнал англичан с острова Нейверка. Затем Барбанегр сформировал несколько полков в областях северо-западной Германии, занятой французами.
Следуя в 1812 году за главной французской армией, Барбанегр был поочередно комендантом в Минске, Борисове, Смоленске, и оказал в этих званиях немаловажные услуги доставлением в армию провианта и других припасов. При отступлении из Москвы он состоял в корпусе Нея и в сражении под Красным был тяжело ранен. По выздоровлении, приняв начальство над войсками, находившимися в Штеттнне, храбро защищал этот город в продолжение всей кампании 1813 года.

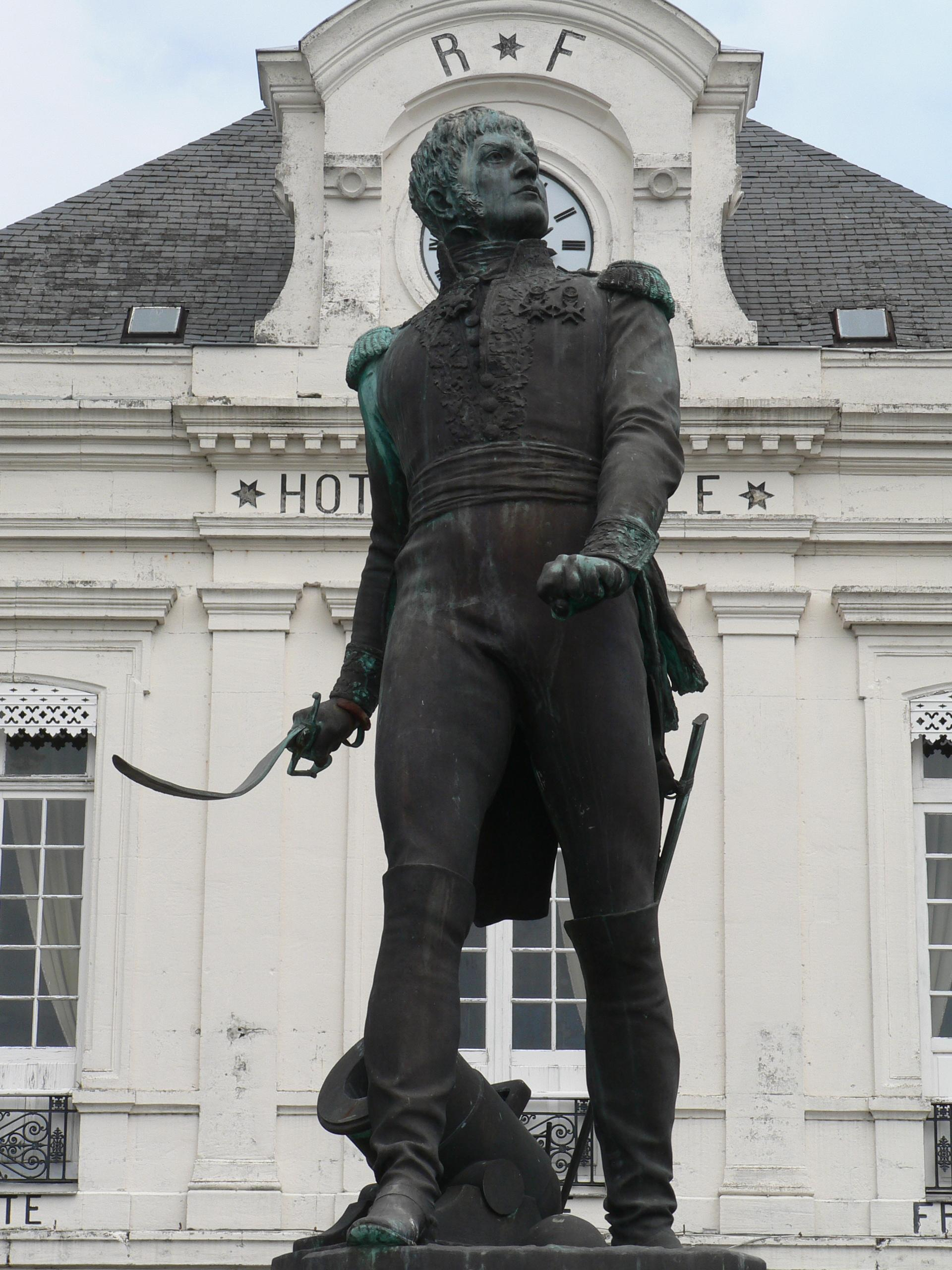
Памятник генералу Барбанегру на Ратушной площади родного города.

Во время Ста дней, Барбанегру, сохранившему верность Наполеону, предоставился случай вписать своё имя в страницы военной истории. Он был назначен комендантом крепости Гюнингена, находившейся тогда в самом жалком положении, с полуразрушенными укреплениями. Несмотря на то, Барбанегр, без денег, без провианта, с четырьмя неполными и ненадёжными батальонами национальной гвардии, сумел удержать Гюнинген до конца Ста дней, против осаждавшего его значительного австрийского и швейцарского корпуса, под начальством эрцгерцога Иоганна (25 тысяч человек). Узнав о капитуляции Наполеона 28 июня, генерал Барбанегр приказал крепостной артиллерии бомбардировать находящийся на другом берегу от крепости швейцарский город Базель, что его противники расценили как военное преступление. После этого генерал продолжил оборону вплоть до 26 августа 1815 года. Наконец, истощив все средства, он решился сдаться на капитуляцию, с условием, чтобы ему дозволено было с уцелевшими от гарнизона тремя взводами присоединиться к армии, находившейся на реке Луаре.
Барбанегр был предан военному суду, но Страсбургская комиссия совершенно оправдала его. После этого он возвратился в Париж, где и умер 7 ноября 1830 года; похоронен на кладбище Пер-Лашез.

## Память
Впоследствии в Понтаке именем Барбанегра была названа улица и на площади перед мэрией воздвигнута его статуя. Имя Барбанегра также было выбито на Триумфальной арке в Париже.